# Cambridge (Iowa)
Cambridge – wieś w Stanach Zjednoczonych, w stanie Iowa, w hrabstwie Story.

## Demografia
W 2000 roku liczyła 819 mieszkańców. W 2023 roku liczba mieszkańców nieznacznie wzrosła do 828 osób, a gęstość zaludnienia przekracza 306 osób/km².